# Кошево (Западно Поморје)
Кошево (пољ. Koszewo, [kɔˈʂɛvɔ]) је село у Пољској које се налази у војводству Западно Поморје у повјату Старгардском општини Старгард Шчећињски. Насеље се налази на источној обали језера Мједвје. Први пут се помиње 1492. године
Од 1975. до 1998. године Кошево је административно припадало Шчећинском војводству.
У селу се налази римокатоличка црква настала у 2 половини 15. века, као и замак настао између 1914. и 1916. године.